# Béard
Béard é uma comuna francesa na região administrativa de Borgonha-Franco-Condado, no departamento Nièvre. Estende-se por uma área de 7,75 km². Em 2010 a comuna tinha 174 habitantes (densidade: 22,5 hab./km²).